# PH2 b
PH2 b (Kepler-86b) – planeta pozasłoneczna typu gazowy olbrzym orbitująca wokół gwiazdy Kepler-86, odkryta w 2012 w ramach programu Planet Hunters analizującego dane odebrane z teleskopu kosmicznego Keplera. Istnienie planety zostało potwierdzone z pewnością wynoszącą 99,92%.

## Nazwa
Oznaczenie „PH” jest akronimem pochodzącym od nazwy programu Planet Hunters; „2” oznacza, że jest to druga planeta odkryta w ramach tej akcji; litera „b” tradycyjnie jest używana do oznaczenia pierwszej odkrytej planety krążącej wokół danej gwiazdy. Jest to druga planeta, po PH1, odkryta w ramach tego programu.
Pierwszą osobą, która odkryła planetę był polski informatyk Rafał Herszkowicz działający w programie Planet Hunters jako „rafcioo28”.

## Charakterystyka
Planeta należy do typu gazowych olbrzymów, jej promień wynosi 10,12 ± 0,56 R🜨. Jej orbita znajduje się wewnątrz ekosfery wokółgwiazdowej, a okres orbitalny wynosi około 282 dni. Temperatura górnych warstw atmosfery szacowana jest na pomiędzy 274 a 288 K (1 do 15 °C).